# 学芸図書
学芸図書株式会社（がくげいとしょ）は、教育、心理、福祉関係の図書及び心理・性格検査のソフトウェアを発行を中心とした出版業者。

## 沿革
- 1938年6月 教科書主体の出版社、教学図書株式会社として創業。
- 1942年11月 社名を師範学校教科書株式会社と変更した。戦時下では、書籍用紙の不足などにより、一般書の発行がままならない状況となり、国定の師範学校教科書の供給に専念。
- 1949年3月 教育基本法・学校教育法の制定にともない師範学校は教育大学、学芸大学に改編されたことを契機として、社名を現在の学芸図書株式会社に変更した。
- 現在、大学・短期大学等の教師養成課程の教科書・参考書を中心とした発行を続け、最近では心理関係のソフトウェアの発行も手がけている。
- 2016年　解散。一部の出版物は他社に移管された。

## 事業内容
学芸図書株式会社は、教育・心理・福祉関係の図書及び心理・性格検査のソフトウェアを発行し、大学・短期大学などの教職課程講座の教科書として多く採択されている。教師や教師を目指す方々は一度は学芸図書の本を開いたことがあるといわれている。また、学芸図書が発行する心理・性格検査等は、研究者をはじめ病院、教育現場、人事管理者、個人の心の健康管理などに広く用いられている。

## 主な刊行物
教育に主眼をおいて一貫して教師養成のための教科書・参考書を発行してきた。1961年（昭和36年）に「教育原理」の初版を発行以来、毎年多くの教職講座で採用され、最新版「教育原理 十訂版」にいたるまで、50年近くにわたり改訂を施し版を重ねている。1991年（平成3年）に教職課程講座全7巻を発行し、その後の教育関係法規の改正や学習指導要領の改訂等に合わせ、順次改訂をし充実を図っている。さらに、今日では、大きな課題である社会福祉関係の書籍の発行にも努め「教育と福祉」という二本柱を中心に出版業務を展開している。

## 出版加盟団体
- 日本書籍出版協会
- 教育図書出版会